# Wind Park Skating Rink Karuizawa
De Wind Park Skating Rink (風越公園 屋外スケート場) is een ijsbaan in Karuizawa in de prefectuur Nagano in het midden van Japan. De openlucht-kunstijsbaan is geopend in 2001 en ligt op 936 meter boven zeeniveau.

## Baanrecords
| Afstand         | Schaatser        | Land | Tijd     | Datum      |
| --------------- | ---------------- | ---- | -------- | ---------- |
| 500 m           | Tatsuya Shinhama | JPN  | 34,86    | 06-01-2018 |
| 1000 m          | Masaya Yamada    | JPN  | 1.09,92  | 07-01-2018 |
| 1500 m          | Riki Hayashi     | JPN  | 1.49,29  | 05-02-2016 |
| 3000 m          | Takuro Ogawa     | JPN  | 3.54,88  | 07-02-2015 |
| 5000 m          | Takahiro Ito     | JPN  | 6.30,19  | 07-01-2018 |
| 10.000 m        | Takahiro Ito     | JPN  | 13.41,50 | 06-01-2018 |
| 2×500 m         | Kento Nakamura   | JPN  | 72,850   | 07-02-2015 |
| Sprintvierkamp  | Shuta Matsuzu    | JPN  | 149,280  | 09-12-2017 |
| Minivierkamp    | Daiki Okuyama    | JPN  | 158,461  | 08-12-2018 |
| Kleine vierkamp | Riki Hayashi     | JPN  | 155,342  | 09-01-2016 |

| Afstand        | Schaatsster     | Land | Tijd    | Datum      |
| -------------- | --------------- | ---- | ------- | ---------- |
| 500 m          | Moe Kumagai     | JPN  | 39,36   | 11-01-2020 |
| 1000 m         | Rio Yamada      | JPN  | 1.18,00 | 07-01-2018 |
| 1500 m         | Yuna Onodera    | JPN  | 2.01,53 | 06-01-2018 |
| 3000 m         | Lemi Williamson | JPN  | 4.17,02 | 13-01-2019 |
| 2×500 m        | Konami Soga     | JPN  | 80,800  | 07-02-2015 |
| Sprintvierkamp | Rio Yamada      | JPN  | 162,140 | 09-01-2016 |
| Minivierkamp   | Ayano Sato      | JPN  | 165,629 | 05-02-2016 |

## Skating Center Karuizawa
Het Skating Center Karuizawa (軽井沢スケートセンター) is een voormalige ijsbaan in Karuizawa in de prefectuur Nagano in het midden van Japan. De openlucht-kunstijsbaan is geopend in 1961 en in 2001 gesloten. De ijsbaan lag op 980 meter boven zeeniveau. Op deze ijsbaan zijn een aantal internationale schaatskampioenschappen gehouden.
Het WK allround in 1963 was het eerste wereldkampioenschap op kunstijs voor vrouwen. De mannen hadden reeds op het WK van 1961 in Göteborg al op kunstijs gestreden om de wereldtitel allround.

### Grote kampioenschappen
Internationale kampioenschappen
- 1963 - WK allround vrouwen (met wereldrecord van Lidia Skoblikova (1000m))
- 1963 - WK allround mannen (met wereldrecords van Jonny Nilsson (5000m, 10.000m, grote vierkamp))
- 1986 - WK sprint (met wereldrecords van Karin Kania-Enke (1000m, sprintvierkamp))

Wereldbekerwedstrijden
- 1989/1990 - Wereldbeker 3 sprint
- 1990/1991 - Wereldbeker 4 sprint
- 1992/1993 - Wereldbeker 2 sprint

Nationale kampioenschappen
- 1962 - JK allround
- 1963 - JK allround
- 1964 - JK allround
- 1965 - JK allround
- 1966 - JK allround
- 1967 - JK allround
- 1968 - JK allround
- 1978 - JK allround

### Wereldrecords
| Nr. | Discipline         | Naam             | Land                           | Tijd    | Datum               |
| --- | ------------------ | ---------------- | ------------------------------ | ------- | ------------------- |
| 1.  | 1000 meter (v)     | Lidia Skoblikova | Sovjet-Unie                    | 1.31,8  | 22 februari 1963    |
| 2.  | 5000 meter (m)     | Jonny Nilsson    | Zweden                         | 7.34,3  | 23 februari 1963    |
| 3.  | 10.000 meter (m)   | Jonny Nilsson    | Zweden                         | 15.33,0 | 24 februari 1963    |
| 4.  | Grote vierkamp (m) | Jonny Nilsson    | Zweden                         | 178,447 | 23/24 februari 1963 |
| 5.  | 1000 meter (v)     | Karin Kania      | Duitse Democratische Republiek | 1.18,84 | 22 februari 1986    |